# Josefa Bayeu
Josefa Bayeu y Subías (19 de marzo de 1747- 30 de junio de 1812) era hermana de los pintores, Ramón, Manuel y Francisco Bayeu y esposa del artista Francisco de Goya. 
Francisco de Goya le dio el apodo de "Pepa". 
Contrajeron matrimonio el 25 de julio de 1773, cuando Goya tenía 27 años.
Ella dio a luz 19 hijos con él, sólo uno de los cuales, Javier, nacido el 2 de diciembre de 1784, llegó a la edad adulta.
|                                                                                    | |
| Este dibujo al carboncillo de 1805 representa a Josefa al final de la cincuentena. | Este cuadro se llama Josefa Bayeu (o Leocadia Weiss) y se cree que pertenece a Leocadia. Goya hizo este retrato en honor a Josefa, que ya había muerto cuando se pintó el retrato. |